# Ễ
Ễ (minuscule : ễ), appelé E accent circonflexe tilde, est une lettre latine utilisée dans l’écriture du vietnamien.
Il s’agit de la lettre E diacritée d’un accent circonflexe et d’un tilde.

## Utilisation
En vietnamien, le E circonflexe ‹ Ê, ê › représente la voyelle /e/ et le tilde indique un ton montant glottalisé.

## Représentations informatiques
Le E accent circonflexe tilde peut être représenté avec les caractères Unicode suivants : 
- précomposé et normalisé NFC (latin étendu additionnel)[1] :

| formes    | représentations | chaînes de caractères | points de code | descriptions                                          |
| --------- | --------------- | --------------------- | -------------- | ----------------------------------------------------- |
| capitale  | Ễ               | Ễ                     | U+1EC4         | lettre majuscule latine e accent circonflexe et tilde |
| minuscule | ễ               | ễ                     | U+1EC5         | lettre minuscule latine e accent circonflexe et tilde |

- décomposé et normalisé NFD (latin de base, diacritiques) :

| formes    | représentations | chaînes de caractères | points de code       | descriptions                                                               |
| --------- | --------------- | --------------------- | -------------------- | -------------------------------------------------------------------------- |
| capitale  | Ễ               | E◌̂◌̃                   | U+0045 U+0302 U+0303 | lettre majuscule latine e diacritique accent circonflexe diacritique tilde |
| minuscule | ễ               | e◌̂◌̃                   | U+0065 U+0302 U+0303 | lettre minuscule latine e diacritique accent circonflexe diacritique tilde |